# Pero (Italia)
Pero es un municipio italiano situado en la ciudad metropolitana de Milán, en Lombardía. Tiene una población estimada, a fines de agosto de 2024, de 11 873 habitantes.

## Evolución demográfica
| Gráfica de evolución demográfica de Pero entre 1861 y 2024 |
|                                                            |
| Fuente: ISTAT - Elaboración gráfica de Wikipedia           |